# Force aérienne portugaise
La Force aérienne portugaise, Força Aérea Portuguesa en portugais, est la force aérienne du Portugal dont la création remonte au 1er juillet 1952. Depuis 2016, son chef d’état-major est le général Manuel Teixeira Rolo.

## Historique
Au sein de l'armée portugaise, après quelques ascensions expérimentales en 1910 et 1911, une compagnie d'aérostiers (Companhia de Aerosteiros) fut créée au sein du services des transmissions le 26 mai 1911. L'année suivante, la formation d'un corps d'aviation fut officiellement envisagée. Les cinq premiers avions du gouvernement portugais furent offerts par des particuliers ou offerts par des souscriptions publiques : quatre appareils français, deux Voisin, un Maurice Farman MF.4, un monoplan Deperdussin type B (en), et un Avro 500 britannique. Les trois derniers furent incorporés à la compagnie d'aérostiers. Une Escola Militar de Aviação (EMA), ou école militaire d'aviation, fut créée le 14 mai 1914. Elle comprenait la compagnie d'aérostiers et ses avions, mais n'avait ni pilotes ni mécaniciens compétents, ni même d'installation pour abriter le matériel.

### Première Guerre mondiale
Lorsque la Première Guerre mondiale éclata, le Portugal resta d'abord neutre, mais sous le prétexte de défendre ses colonies en Afrique, l'Angola et le Mozambique, d'une éventuelle attaque allemande, il déclara la guerre à l'Allemagne le 23 novembre 1914, en dépit des avertissements britanniques, car l'armée portugaise était désuète et mal équipée. Pour constituer l'aviation militaire, des volontaires furent recrutés parmi les officiers. Sept candidats furent d'abord retenus, cinq de l'armée de terre et deux de la marine. Quatre furent envoyés à l'école d'aviation de l'US Signal Corps à San Diego (Californie), et les autres dans une école française à Chartres. D'autres candidats furent ensuite formés en France, à Chartres, Tours et Pau, et en Angleterre, à Hendon et Northolt.
Entre-temps, l'EMA fut inaugurée le 17 juillet 1916 à Vila Nova da Rainha (pt) (municipalité d'Azambuja, district de Lisbonne, région de l'Alentejo), et les officiers qui avaient été instruits à l'étranger devinrent les instructeurs. Le premier cours fut donné le 1er octobre 1916 sur les vieux Deperdussin et MF.4, bientôt rejoints par des appareils plus modernes : un Farman MF.11, cinq Farman F.40, deux Caudron G.3 et le Morane-Saulnier Type H no 721.
En août 1917, le corps expéditionnaire portugais (Corpo Expedicionário Português ou CEP), basé en France avec son quartier général à Paris, organisa un Serviço de Aviação avec une Esquadrilha Inicial (Première escadrille), mais les avions promis ne furent jamais livrés. Le 15 décembre 1917, le CEP créa le 1° Grupo de Esquadrilhas de Aviação. Sur le papier, il était doté d'un escadron de chasse et de deux escadrons de bombardement et d'observation, mais ses avions qui devaient être fournis par la Grande-Bretagne n'arrivèrent jamais. En conséquence, les pilotes portugais furent répartis dans les escadrilles F 2, SPA 79, SPA 124, N 158, BR 204 et SAL 262 de l'Aéronautique militaire française, ainsi que dans le Squadron 140 du Royal Flying Corps britannique. Le 2.º Grupo projeté ne vit jamais le jour. Pendant la guerre, les équipages portugais se distinguèrent. Le capitaine Oscar Monteiro Torres, du Squadron 10 volant sur Royal Aircraft Factory B.E.2C, fut abattu en novembre 1917 après un combat acharné contre sept Fokker. Les Allemands l'inhumèrent en lui rendant les honneurs militaires.
Le Serviço Aeronáutico Militar fut créé officiellement le 29 juin 1918. Il comprenait, en plus de l'EMA, une Esquadrilha Mista de Treino e Depósito (escadron mixte de dépôt et d'entraînement) avec deux Caudron G.3, et le Parque de Material Aeronáutico, tous deux à Vila Nova da Rainha.

### Entre-deux-guerres
La Esquadrilha Mista fut la première école de transformation opérationnelle, dotée de Caudron supplémentaires après son déménagement à Granja do Marquês (pt) avec l'EMA. Elle fut dissoute le 28 juillet 1928.
Le Parque de Material Aeronáutico créé pour assurer la révision et l'entretien des machines fut déménagé le 15 septembre 1918 à Alverca do Ribatejo, près de Lisbonne. Il devint le 8 novembre 1928 l'OGMA, Oficinas Gerais de Material Aeronáutico. En 1922, cet établissement commença à construire des avions, avec une première commande de 50 Caudron G.3. Jusqu'en 1952, il assembla 218 avions : 27 Potez 25 A2, 16 Morane-Saulnier MS.233, 7 Vickers Valparaiso, 17 Avro 626, 91 de Havilland DH.82 Tiger Moth et 66 de Havilland Canada DHC-1 Chipmunk. Il assembla aussi des moteurs, dont le plus populaire fut le Gnome et Rhône 9Ady (Bristol Jupiter).
La première unité opérationnelle basée au Portugal fut le GEAR, Grupo de Esquadrilhas de Aviação República, formé le 7 février 1919 à Amadora, et comprenant une Esquadrilha de Combate équipée de 12 Breguet 14 A2, avec un Breguet 14 Tbis pour le transport de l'état-major et trois avions en réserve.
Le 16 septembre 1924, l'Aeronáutica Militar devint la cinquième arme de l'armée portugaise, après l'infanterie, la cavalerie, l'artillerie et le génie. Il était alors prévu de former trois groupes opérationnels de six escadrilles chacun. Cette restructuration eut pour première conséquence la transformation de l'escadrille de bombardement du GEAR en GIAB : Grupo Independente de Aviação de Bombardeamento, et son transfert à Alverca do Ribatejo près de Lisbonne. Son signe distinctif était des bandes rouges et bleues sur le fuselage. En 1931, le GIAB fut rééquipé avec 27 Potez 25 A2 assemblés par l'OGMA. Après une série d'essais, les Potez avaient été préférés au Caudron C.59, dont un exemplaire avait été acheté spécialement. À cette époque, le GIAB prit en compte un unique Farman F.191 équipé d'appareils photographiques. Cet avion, dont le pare-brise était remplacé par un périscope, fut ensuite cédé au GIAI de reconnaissance.
L'escadrille de chasse devint le GIAC, doté de SPAD ainsi que de quatre Martinsyde F.4 Buzzard qui furent affectés sur un nouvel aérodrome inauguré à Tancos, et reçurent pour insigne un lévrier. Le signe distinctif des chasseurs était une bande rouge soulignée de noir sur le fuselage. Les avions de l'EMA portaient une bande bleue.
Un troisième groupe fut créé, le Grupo Independente de Aviação de Informação (GIAI), groupe de reconnaissance avec 10 Vickers Valparaiso à moteur Napier Lion de 450 ch, et un seul Valparaiso à moteur Rolls-Royce Eagle de 360 ch. L'OGMA reçut bientôt pour tâche de modifier sept des Valparaiso Mk I en Mk III avec des moteurs Bristol Jupiter. En 1938, le GIAI fut rebaptisé Grupo de Esquadrilhas de Reconhecimento.

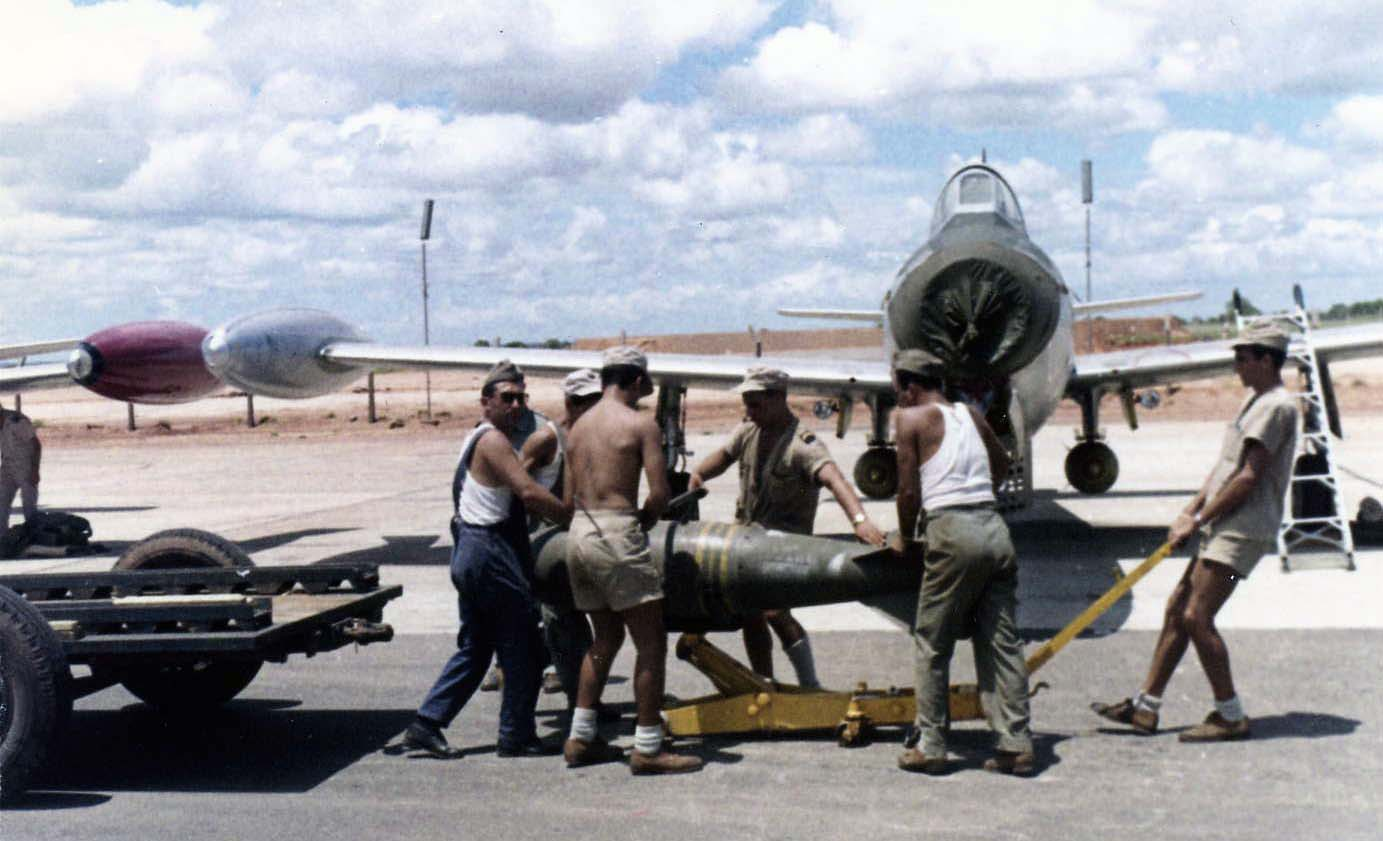
Chargement d'une bombe classique pour un F-84 portugais durant la guerre d'indépendance de l'Angola.

Elle participe aux guerres coloniales portugaises de 1961 à 1974.

### Guerre en Ukraine
Dès le début de la guerre en Ukraine en 2022, le Portugal se positionne en soutien de Kiev, et entame des livraisons régulière d'armes et de matériel mobilisant essentiellement les Forces aériennes portugaises. En 2024, le montant total de l’aide officielle portugaise à l’Ukraine monte à 226 millions d’euros. Outre des SA-330 Puma livrés au 4e trimestre de l'année, cette somme comprend la cession de six hélicopères Kamov Ka-32A11BC, de véhicules blindés M113 et d’obusiers de 155 mm. Lisbonne a, en outre, participé financièrement aux achats de munitions, à hauteur de 100 millions d’euros via l’initiative lancée par la République tchèque pour fournir des obus d’artillerie à l’armée ukrainienne, et de drones à hauteur de 52 millions d'euros.
D'une façon générale, le matériel livré par le Portugal à l'Ukraine correspond à des véhicules aériens d'usage ancien, certains arrêtés et en réserve depuis une dizaine d'années, mais encore opérationnels. Ainsi, les anciens SA-330 Puma de la Force aérienne portugaise (FAP) livrés au 4eme trimestre 2024 avaient une longue carrière opérationnelle derrière eux. Treize exemplaires avaient été acquis au début des années 1970 pour être engagés au Mozambique et en Angola, lors de la Guerre coloniale menée par le Portugal à cette époque (dont deux perdus). Les onze restants furent ensuite modernisés, avec l’intégration d’une dispositif SAR [Search & Rescue], d’un radar Omera ORB-31 pouvant être associé à des missiles antinavires Exocet et de nouveaux moteurs Makila. La FAP mit à l'arrêt sa flotte de SA-330 Puma en 2012, au moment de la mise en service de ses douze Agusta-Westland EH-101 Merlin. Initialement, le gouvernement portugais avait l’intention de revendre huit SA-330 Puma ayant encore du potentiel. Un arrêté avait été publié au Journal Officiel pour autoriser l’ouverture d’un appel d’offres international en mars 2024, avant que le gouvernement décide de réorienter sa flotte vers son allié, pour compenser la réduction de l'aide américaine.
Le 5 mars 2025, le ministère portugais de la Défense fait le point publiquement sur l’aide militaire qu’il a fournie à Kiev depuis février 2022.

## Commandement logistique et administratif
Le commandement logistique et administratif de la Force aérienne (en portugais : Commando Logístico e Administrativo da Força Aérea, CLAFA) est dirigé par un lieutenant-général, et a pour mission la gestion de l'armée de l'air, des matériaux et des ressources financières en vue d'accomplir les plans et directives du CEMFA (Chef d'État-Major de la Force Aérienne).
Il a sous son commandement, les unités suivantes :
- Direction de la logistique ;
- Direction électronique ;
- Direction des finances ;
- Infra-structure de direction ;
- Direction mécanique aéronautique ;
- Unité de transport ;
- CLAFA service administratif ;
- Bureau de l'armement ;
- Dépôt Général de Matériel de la Force Aérienne (en portugais : Depósito Geral de Material da Força Aérea, DGMFA) ;
- Groupe de Génie de l'air de la Force Aérienne ;
- Centre de maintenance électronique.

## Liste des aéronefs

### Anciens
Avions à réaction précédemment utilisés par l'armée de l'air portugaise :

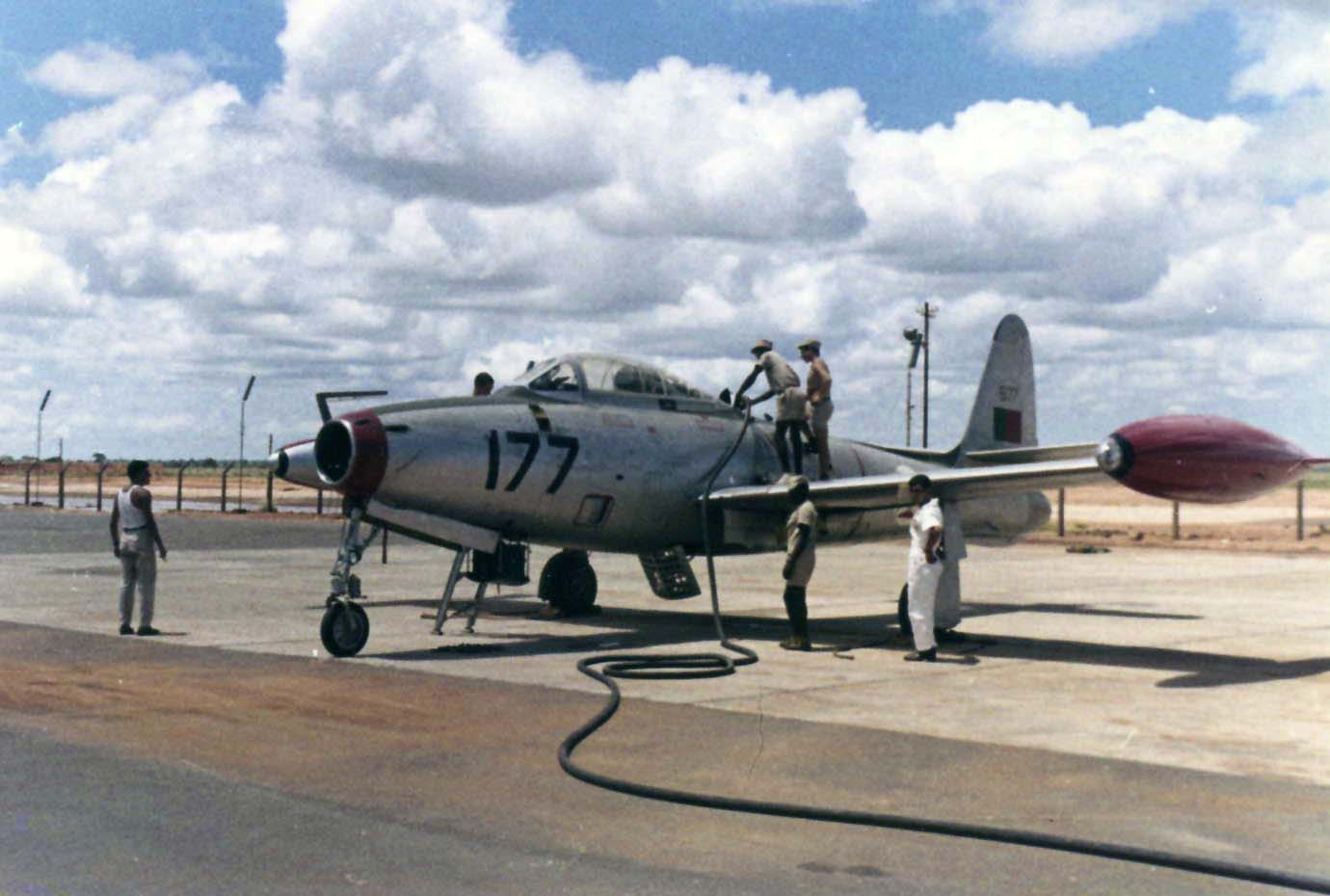
Un F-84G portugais

- Lockheed T-33 Shooting Star (de 1953 à 1990)
- Republic F-84G Thunderjet (de 1953 à 1974)
- North American F-86F Sabre (de 1958 à juillet 1980)[4]
- Cessna T-37C Tweet (de 1963 à 1992)[5]
- Fiat G.91 R/3, R/4 et T/4 (de 1966 à 1993)[6]
- Northrop T-38A Talon (de 1976 à 1993)
- LTV A-7P/TA-7P Corsair II (de 1981 à 1999)[7]

### Actuels

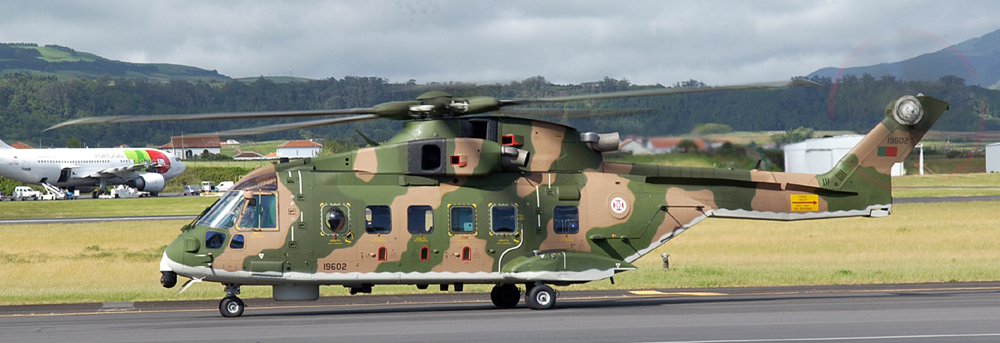
Un EH-101 Merlin portugais

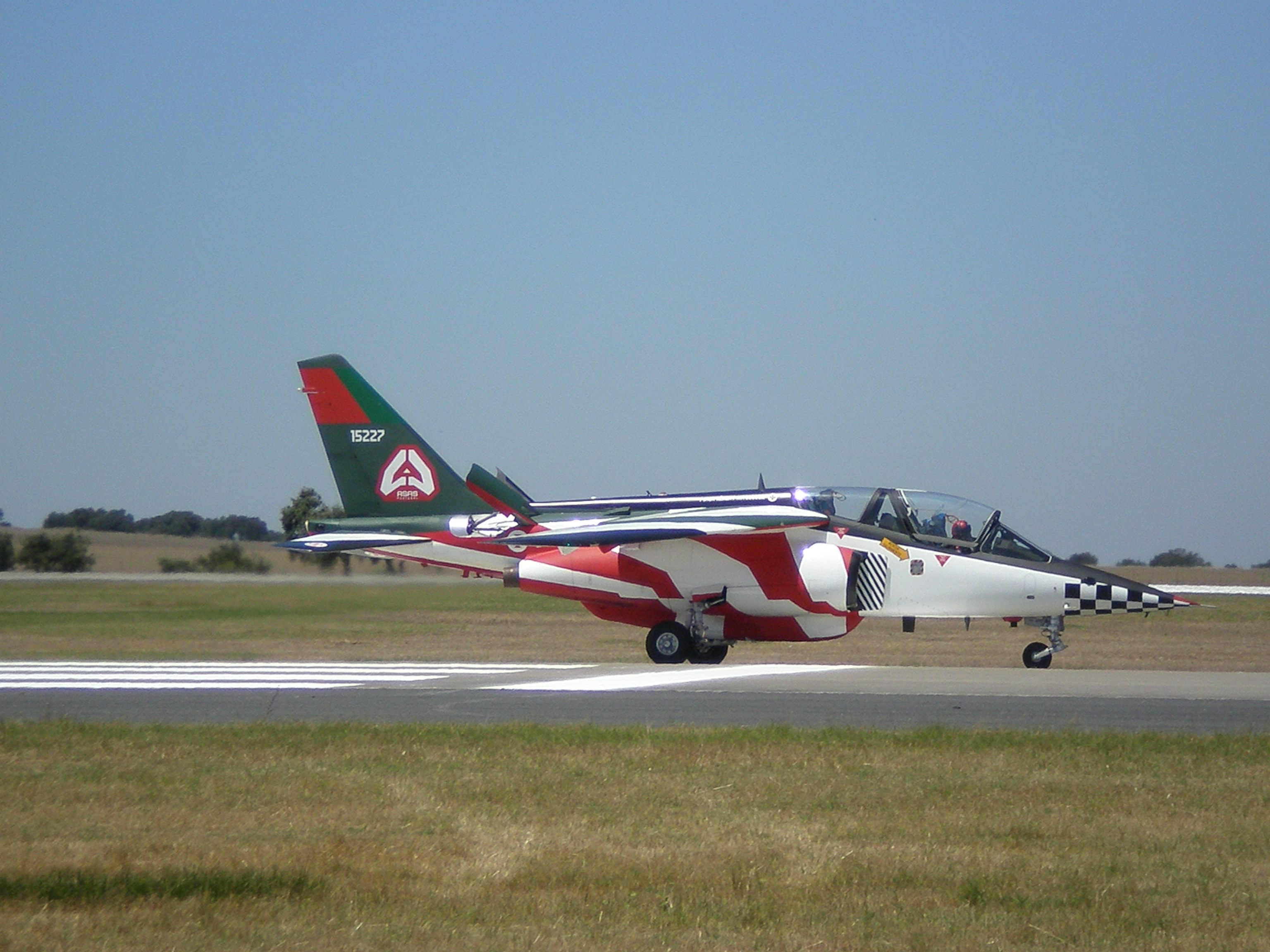
Un Alpha Jet de la patrouille acrobatique Asas de Portugal

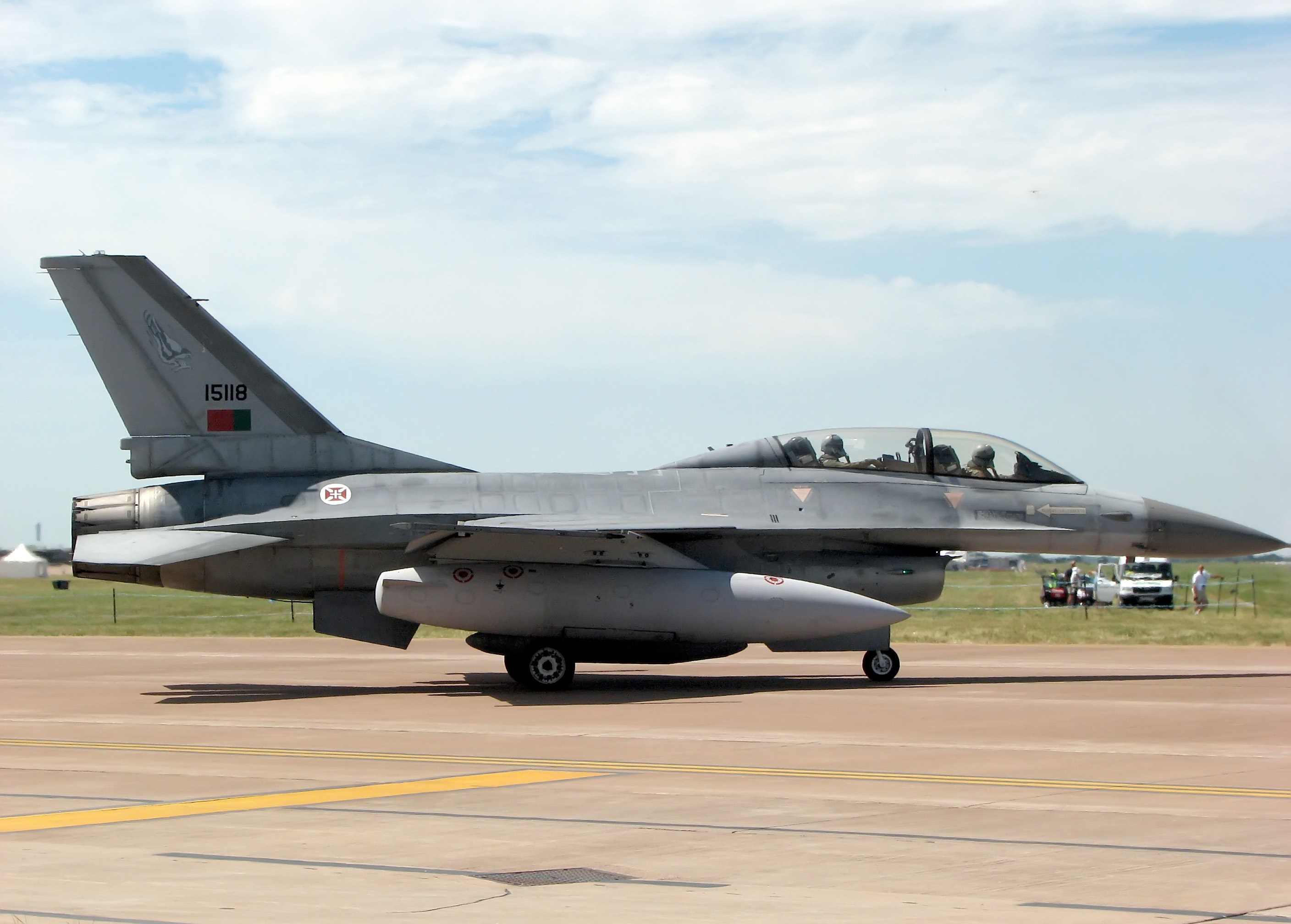
Un F-16B biplace portugais se prépare à décoller

Les appareils en service en 2023 sont les suivants :
| Aéronefs                              | Origine                      | Type                                                    | En service | Versions                                          | Notes |
| Avions de chasse                      | Avions de chasse             | Avions de chasse                                        | Avions de chasse | Avions de chasse                                  | Avions de chasse |
| ------------------------------------- | ---------------------------- | ------------------------------------------------------- | --- | ------------------------------------------------- | --- |
| General Dynamics F-16 Fighting Falcon | États-Unis                   | Avion multirôle                                         | 28 | F-16 AM/BM MLU                                    | |
| Avions de transport                   |                              |                                                         | |                                                   | |
| Lockheed C-130 Hercules               | États-Unis                   | Avion de transport                                      | 5 | 3 C-130H-30 et 2 C-130H                           | |
| CASA C-295                            | Union européenne             | Avion de transport                                      | 7 | C-295M                                            | |
| Embraer KC-390                        | Brésil                       | Avion de transport                                      | 1 |                                                   | 5 KC-390 commandés en septembre 2019 |
| Dassault Falcon 50                    | France                       | Avion évacuation médicale et transport                  | 3 | Falcon 50Ex                                       | |
| Dassault Falcon 900                   | France                       | Avion de transport de hautes personnalités et transport | 1 |                                                   | reçu en 2023 |
| Avions de patrouille maritime         |                              |                                                         | |                                                   | |
| CASA C-295 Persuader                  | Union européenne             | Avion de patrouille maritime                            | 5 | C-295MPA                                          | |
| Lockheed P-3 Orion                    | États-Unis                   | Avion de patrouille maritime                            | 5 | P-3C CUP+                                         | avions rachetés aux Pays-Bas |
| Avions d'entraînement                 |                              |                                                         | |                                                   | |
| Socata TB-30 Epsilon                  | France                       | Avion d'entraînement                                    | 16 | TB-30P                                            | Construit sous licence au Portugal. |
| Chipmunk Mk.20 Mod.                   | Royaume-Uni / Portugal       | Avion d entrainement                                    | 7 | Mk.20                                             | 7 avions modernisés chez OGMA |
| ASK-21                                | Allemagne                    | Planeur d' entraînement                                 | 4 |                                                   | |
| LET L-23 Super Blaník                 | Tchécoslovaquie              | Planeur d'entraînement                                  | 3 | L-23B                                             | |
| Hélicoptères                          |                              |                                                         | |                                                   | |
| Sikorsky UH-60 Black Hawk             | États-Unis                   | Hélicoptère de transport et lutte contre les incendies  | 2 | UH-60A                                            | 6 hélicoptères commandés en 2022 |
| AgustaWestland EH101 Merlin           | Italie Royaume-Uni           | Hélicoptère de transport                                | 12 | 6 version SAR , 2 Version SIFICAP, 4 version CSAR | |
| Agusta A.119 Koala                    | Italie Royaume-Uni           | Hélicoptère utilitaire léger                            | 7 | AW119kx                                           | 5 commandés en octobre 2018 plus 2 en option, livraison à partir de décembre 2018. le Portugal a décidé d'acquérir d'ici 2022 7 A.119 supplémentaires dans sa version de combat. |
| Kamov Ka-32                           | Hélicoptère utilitaire lourd | 6 unités                                                | Ces appareils, précédemment utilisés par l'Autorité nationale des urgences et par la protection civile portugaise, ont été transférés par l'Etat à la force aérienne portugaise, à cause de coûts d'entretien trop élevés. La remise à niveau de ces hélicoptères est évaluée à plus de 20 millions d'euros. Les Kamov seraient affectés à des "missions de soutien militaire aux populations civiles". |                                                   | |
| Drone                                 |                              |                                                         | |                                                   | |
| UAVision OGASSA OGS42                 | Portugal                     | Surveillance et Reconnaissance                          | 12 |                                                   | [ 13 ] |
| ANTEX-M                               | Portugal                     | Surveillance et Reconnaissance                          | 4 |                                                   | [ 14 ] |

## Structure des grades
- Tableau des grades des militaires du rang et des sous-officiers.

| Code OTAN  | OR-1                  | OR-2                   | OR-3          | OR-3         | OR-4           | OR-5            | OR-5    | OR-5             | OR-6              | OR-7              | OR-8           | OR-9          |
| ---------- | --------------------- | ---------------------- | ------------- | ------------ | -------------- | --------------- | ------- | ---------------- | ----------------- | ----------------- | -------------- | ------------- |
|            |                       |                        |               |              |                |                 |         |                  |                   |                   |                |               |
| Grade      | Soldado               | Segundo-cabo           | Primeiro-cabo | Cabo-adjunto | Cabo de secção | Segundo-furriel | Furriel | Segundo-sargento | Primeiro-sargento | Sargento-ajudante | Sargento-chefe | Sargento-mor  |
| Equivalent | Aviateur de 2e classe | Aviateur de 1re classe | Caporal       | Caporal      | Caporal-chef   | Sergent         | Sergent | Sergent          | Sergent-chef      | Sergent-chef      | Adjudant       | Adjudant-chef |

- Tableau des grades des officiers.

| Code OTAN  | OF-(D)              | OF-1            | OF-1       | OF-2      | OF-3       | OF-4               | OF-5    | OF-6               | OF-7                | OF-8                     | OF-9            |
| ---------- | ------------------- | --------------- | ---------- | --------- | ---------- | ------------------ | ------- | ------------------ | ------------------- | ------------------------ | --------------- |
|            |                     |                 |            |           |            |                    |         |                    |                     |                          |                 |
| Grade      | Aspirante-a-Oficial | Alferes         | Tenente    | Capitão   | Major      | Tenente-Coronel    | Coronel | Brigadeiro-General | Major-General       | Tenente-General          | General         |
| Équivalent | Aspirant            | Sous-Lieutenant | Lieutenant | Capitaine | Commandant | Lieutenant-colonel | Colonel | Général de brigade | Général de division | Général de corps d'armée | Général d'armée |
|            |                     |                 |            |           |            |                    |         |                    |                     |                          |                 |